# Alexandria (Missouri)
Alexandria és una població dels Estats Units a l'estat de Missouri. Segons el cens del 2000 tenia 166 habitants.

## Demografia
Segons el cens del 2000, Alexandria tenia 166 habitants, 70 habitatges, i 45 famílies. La densitat de població era de 173,2 habitants per km².
Dels 70 habitatges en un 31,4% hi vivien nens de menys de 18 anys, en un 55,7% hi vivien parelles casades, en un 2,9% dones solteres, i en un 35,7% no eren unitats familiars. En el 31,4% dels habitatges hi vivien persones soles l'11,4% de les quals corresponia a persones de 65 anys o més que vivien soles. El nombre mitjà de persones vivint en cada habitatge era de 2,37 i el nombre mitjà de persones que vivien en cada família era de 2,91.
Per edats la població es repartia de la següent manera: un 24,7% tenia menys de 18 anys, un 7,2% entre 18 i 24, un 31,3% entre 25 i 44, un 21,1% de 45 a 60 i un 15,7% 65 anys o més.
L'edat mediana era de 39 anys. Per cada 100 dones de 18 o més anys hi havia 104,9 homes.
La renda mediana per habitatge era de 30.000 $ i la renda mediana per família de 32.000 $. Els homes tenien una renda mediana de 30.000 $ mentre que les dones 20.833 $. La renda per capita de la població era de 13.404 $. Entorn del 6,7% de les famílies i el 6,4% de la població estaven per davall del llindar de pobresa.

## Poblacions més properes
El següent diagrama mostra les poblacions més properes.